# Öffentliche Thermen in Pompeji
In der antiken Stadt Pompeji wurden mehrere öffentliche Thermen gefunden.
Siehe auch den Abschnitt Thermen des Artikels Pompeji.

## Bedeutung der öffentlichen Thermen
Um die Besonderheit der pompejanischen Thermen zu verstehen, sollte man sich bewusst sein, dass die Wasserversorgung in Pompeji über Jahrhunderte weg ein großes Problem darstellte. Erst durch ein funktionierendes Frischwassersystem konnten die öffentlichen Thermen entstehen.
Ursprünglich waren öffentliche Bäder nur in Verbindung mit einer Palästra, einer Sporteinrichtung, vorgekommen und nahmen dabei nur einen geringen Platz ein. Doch das griechische Vorbild, das die körperliche Ertüchtigung als wichtiges Element zum Erreichen des Ideals der allseitigen Vervollkommnung des Menschen postulierte, nahmen sich die Römer wenig zu Herzen. Nach und nach verkümmerten die Übungen in der Palästra zu einem Vorspiel zum Bad.
Statt wie die Griechen sich selbst im Wettkampf zu verbessern, betrachteten die Römer den Sport als Mittel, den Körper vor dem Bad zu erhitzen und dadurch einen größeren Genuss zu erlangen. Dementsprechend fiel der Badebereich im Vergleich zu der Palästra überproportional groß aus.
Dies lässt sich auch am Beispiel Pompeji gut belegen.
Drei große Thermen an den verkehrsreichsten und am besten zugänglichen Plätzen sprechen für ihre hohe Bedeutung im Leben der Pompejaner. An ihrer Architektur lässt sich auch die Entwicklung hin zur römischen Norm verfolgen:
Wir finden die Stabianer Thermen aus der Samnitenzeit, die Forumsthermen aus den ersten Jahren der römischen Kolonie und die Zentralen Thermen aus den letzten Jahren Pompejis – sie waren zum Zeitpunkt des Vulkanausbruchs noch nicht fertiggestellt.

## Öffentliche Thermen

### Stabianer Thermen
(Lage)

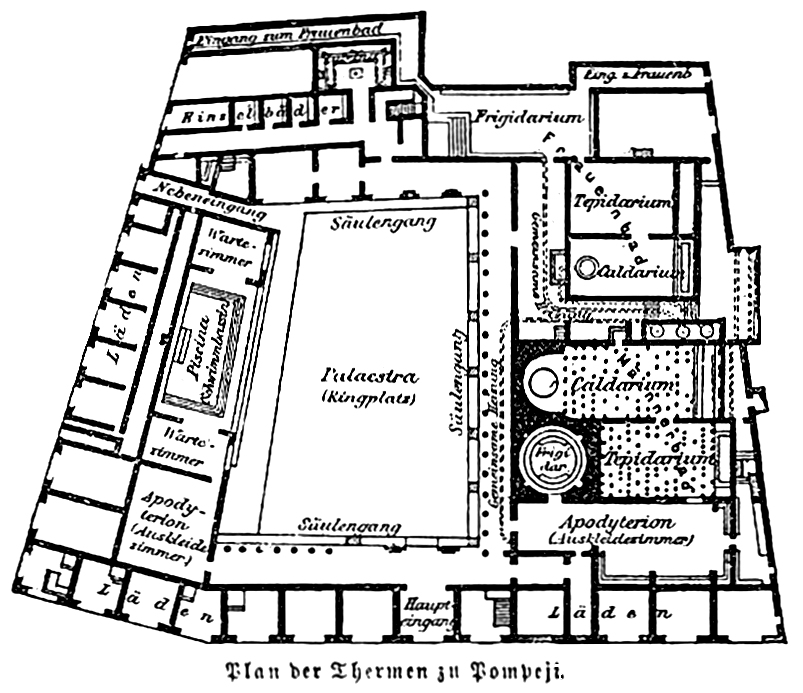
Grundriss der Stabianer Thermen

Wann die älteste Therme der Stadt errichtet wurde, war lange Zeit umstritten. Manche Forscher setzen sie schon im 5. oder gar 6. Jahrhundert v. Chr. an, was ein Wetteifern um die älteste öffentliche Badeanlage mit den Thermen Olympias bedeutet hätte.
Im Anschluss an den bereits in samnitischer Zeit gegrabenen Tiefbrunnen entstand zunächst ein kleines Athletenbad, das über 7 Sitzbadewannen, einen Brunnenraum, ein Lutron (Badebecken) und über vermutlich eine kleine Latrine verfügte. Dieses Athletenbad gehörte zu einer Palästra, die wohl bereits einem früheren Vesuv-Ausbruch Ende des 5. Jahrhunderts v. Chr. zum Opfer fiel. Erst mehrere Generationen später wurde hier eine große Badeanlage errichtet. Das Mauerwerk aus Tuff und opus incertum datiert den Bau des großen Männertraktes in die zweite Hälfte des 2. Jahrhunderts v. Chr. Die Anlage ist günstig an der Kreuzung der Via dell’Abbondanza und der Via Stabiana gelegen. Der Haupteingang liegt an der Via dell’Abbondanza.
Zentral gibt es eine große Palästra mit einer Portikus auf drei Seiten. Sie besaß ein Schwimmbecken mit den Maßen 22 m * 8 m * 1,5 m. Der Hauptabschnitt der Bäder befindet sich an der Südostseite und umfasst das Männerbad, das Frauenbad und den zwischen den beiden gelegenen Heizungstrakt (praefurnium). Im Norden schließt sich eine Reihe Einzelkabinen mit Badewannen und Latrinen an. Die Anordnung der Räume folgt dem kanonischen Plan für Thermenanlagen. Vom Eingang an der Via Stabiana kommt man in einen Umkleideraum (apodyterium). Es ist sehr schön dekoriert und besitzt ein stuckiertes, großes Tonnengewölbe. Hier konnte man seine Kleidung in kleinen Nischen aufbewahren.
Dann begann das eigentliche Baden mit dem tepidarium (Laubaderaum), an das sich das caldarium (Warmbad) anschließt. Wie alle anderen Räume ist es nach strengen Regeln gestaltet: In einer rechteckigen Nische steht in der Nähe des Ofens die Wanne (alveus) mit dem heißen Wasser; ihr gegenüber befand sich eine Apsis (Bogennische) mit einem Bronzebrunnen (labrum) zur Erfrischung. Die Hitze wurde durch eine Unterbodenheizung (supensura) an den Raum abgegeben, die durch das praefurnium mit Heißluft versorgt wurde. Es stellte die Symmetrieachse des ganzen östlichen Traktes dar.

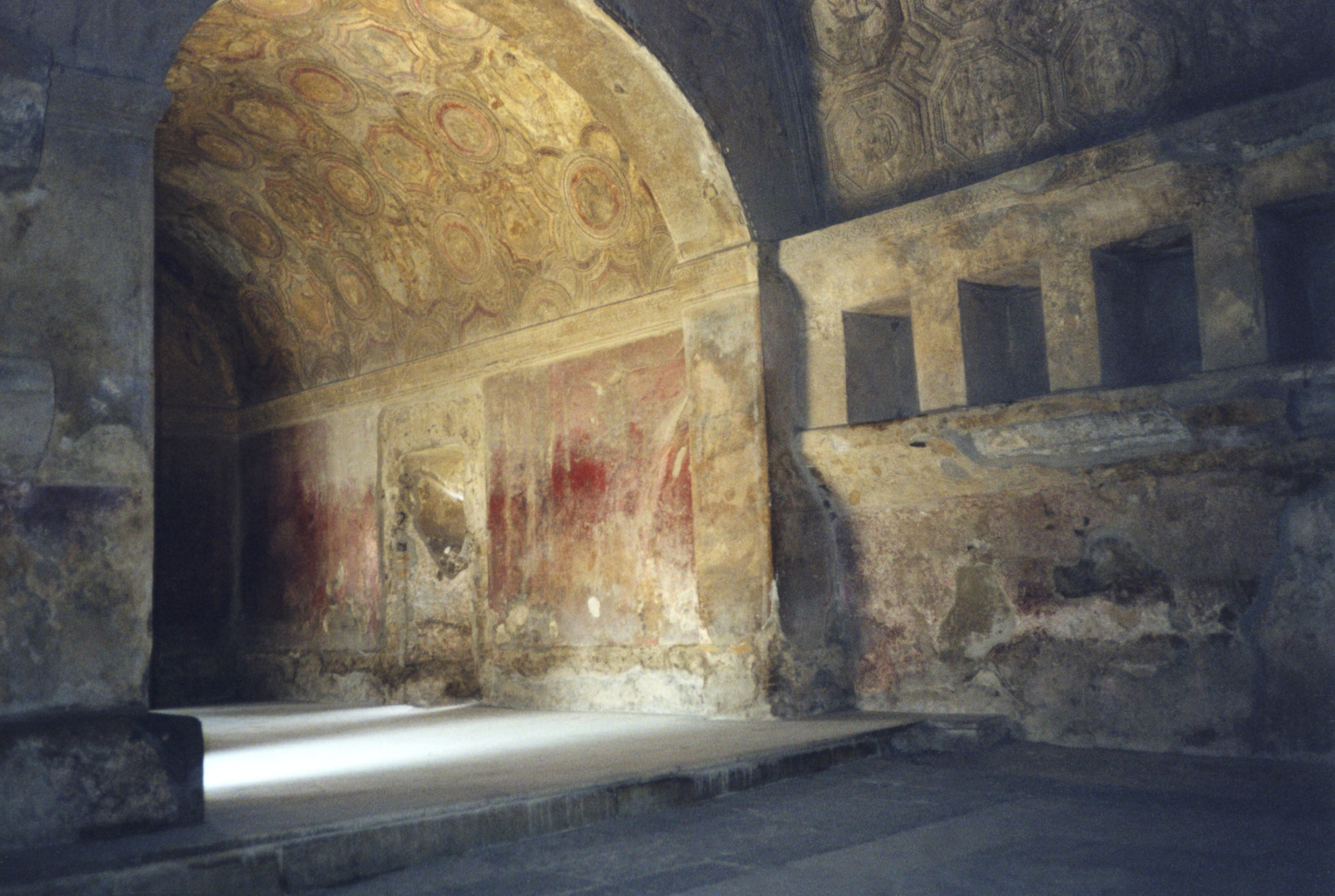
Umkleideraum in den Stabianer Thermen

Das frigidarium (Kaltbaderaum mit Schwimmbecken) zur Abkühlung wird aus einem runden Brunnen gespeist und ist eine luftige Konstruktion mit einem Lichtschacht gleich einer runden Öffnung im azurblau bemalten Gewölbe.
Alternativ konnte man in das laconicum (das Schwitzbad) gehen. Es wurde, genauso wie destrictarium, gebaut, als zur Zeit Ciceros deren Errichtung und die Erneuerung der Portiken und der Palästra von den Konsuln in Rom ausgeschrieben wurden.
Im destrictarium reinigten sich die Athleten nach den Übungen in der Palästra von Schweiß, Öl und Staub. Während der Umbauten wurden auch im Norden und im Süden weitere Eingänge errichtet.
Das ursprüngliche Bad wurde ausschließlich vom Wasser eines großen Brunnens gespeist, der sich heute in einem Laden zwischen den beiden Nordwesteingängen befindet. Das Wasser wurde mit Hilfe eines Wasserrades geschöpft und einem Behälter zugefügt, der in der Höhe der Terrassen lag, von dort aus wurde es weiterverteilt. Diese Einrichtung bestand bis zum Bau des augusteischen Aquäduktes, funktionierte aber auch später noch als zusätzliche Wasserquelle.
Das Bad war also prächtig ausgestattet. Im Nordosten befand sich das etwas kleinere Frauenbad. Es besaß nur ein tepidarium und ein caldarium. Dennoch mussten Frauen den doppelten Eintrittspreis bezahlen.

### Forumsthermen
(Lage)
Die Forumsthermen befinden sich direkt nördlich über dem Forum. Sie gehören zusammen mit dem Odeon und dem Amphitheater zu jener Gruppe von öffentlichen Gebäuden, die in den ersten Jahren der sullanischen Kolonie erbaut wurden.
Sie wurden mit öffentlichen Mitteln in einem Stadtteil errichtet, der zentraler gelegen war als der Standort der Stabianer Thermen. Die Thermen wurden auch durch die Geschäfte an den Außenwänden im Norden, Westen und Süden und die Vermietung der zweiten Etage unterhalten.
Sie sind nach demselben Prinzip wie die größeren Stabianer Thermen angelegt und verfügen über zwei Abteilungen, je eine für Männer und eine für Frauen, welche allerdings erst später ergänzt wurde. Die zu den Thermen gehörende Palästra ist ein kleiner, nicht überdachter Hof mit Portikus, was die Entfernung vom griechischen Ideal belegt. Man vermutet außerdem, dass die Thermen vor allem von älteren Männern benutzt wurden, die auf dem Forum ihren Geschäften nachgingen.
Technisch waren die Thermen auf dem neuesten Stand.
Das apodyterium des Männerbades war nicht mit Nischen, sondern mit Bänken versehen, die Kleider wurden vermutlich in Holzregalen verstaut.
Das frigidarium ist rund und besitzt vier Nischen wie in den Stabianer Thermen sowie ein Kuppelgewölbe, das in der Mitte von einem Lichtschacht durchbrochen wird. Die Wände waren in bunten Farben dekoriert. Das tepidarium wurde mit einem großen Kohlebecken aus Bronze beheizt, das wie die Bronzebänke von N. Nigidus Vaccula gestiftet war. Die Nischen in den Wänden werden von muskulösen, wild blickenden Atlanten getrennt, die Decke ist mit Stuckfüllungen dekoriert.
Heute noch gut erhalten ist das in goldgelb gehaltene caldarium. Es wird durch eine suspensura und doppelte Wände mit tegulae mammatae beheizt. Die mit Marmorstufen versehene Wanne spricht für den Luxus dieses Bades. Auch das vorgeschriebene, durch ein Fenster erhellte labrum (ein kleines Becken mit kaltem Wasser) ist aus Marmor und kostete die Kolonie 5250 Sesterzen (ca. 50.000 Euro).
Die Kuppeldächer über den Baderäumen waren mit raffiniert angelegten Rillen versehen, damit den verehrten Badegästen das an der Decke kondensierte Wasser nicht auf die Köpfe tropfte.
Das kleinere Frauenbad verfügte über das vollkommenere Heizungssystem; alle Räume haben suspensura. Dies lässt sich durch den späteren Bau dieses Traktes erklären.
Die Quelle der Wärme war eine beiden Teilen gemeinsame Heizung. Sie verfügte über drei Zisternen, die mit Regenwasser und Leitungswasser gefüllt waren. Eine große Anzahl von Sklaven wurde für die Beheizung der Thermen benötigt. Auch das, was man heute „Service“ nennen würde, wurde nicht vernachlässigt. Es gab Bedienstete, die ausschließlich dafür da waren, Badegästen, die nicht untertauchen wollten, Duschen zu verabreichen.
Die Forumsthermen waren die einzigen, die nach dem Erdbeben von 62 n. Chr. schnell repariert wurden und 79 n. Chr. wieder in Betrieb waren.

### Zentrale Thermen
(Lage)

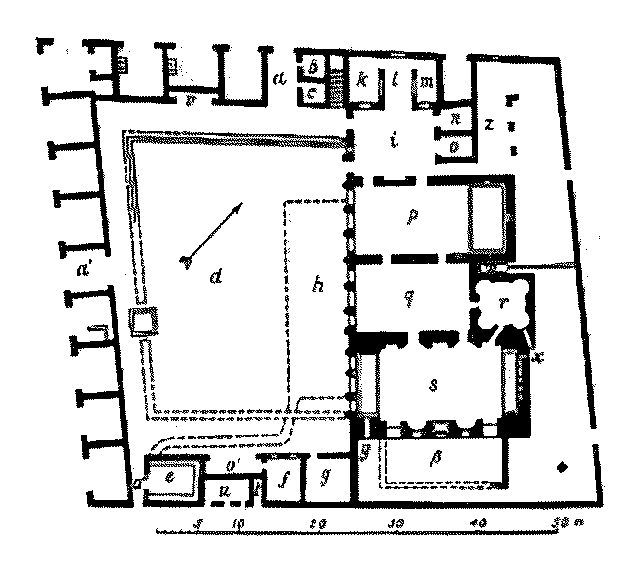
Grundriss der Zentralen Thermen
d – Palästra / h – Schwimmbecken / i, l – Vestibulum, Hof / p – Apodyterium / q – Tepidarium / r – Laconicum / s – Caldarium / x, y – Öfen

Nach dem Erdbeben von 62 n. Chr. sollten neue Thermen, die Zentralthermen, errichtet werden. Ihr Bau deutete auf einen Bruch mit der Vergangenheit hin und kündigte eine neue Ära in der Thermenarchitektur an. Sie sind das größte nach 62 errichtete öffentliche Gebäude und wurden von einer unternehmungslustigen Bourgeoisie unterstützt. Sie gaben dem Ostteil der Stadt eine „eigene“ Therme. Sie sollte den neuen Ansprüchen und einem neuen Geschmack Rechnung tragen. Da viele Pompejaner nach dem Erdbeben nicht mehr die Mittel hatten, ihre dunklen, privaten Badekammern wiederherzustellen, sollte eine große, lichtdurchflutete Badeanstalt zur Verfügung gestellt werden, die möglichst vielen Badegästen aufnehmen konnte.
Die Architektur bediente sich dem vieles ermöglichenden Backsteins und reihte sich ein in die Liste kolossaler Bauwerke der Flavischen Dynastie. Die Anlage nimmt eine ganze insula (Häuserblock) ein, die Gebäude, die zuvor auf dem Grundstück standen, wurden abgerissen; eine große Mauer sorgt für absolute Abgeschlossenheit. Eine Neuerung besteht auch darin, dass die Thermen nur ein einziges (Schwimm-)Bad hatten, das natürlich den Männern vorbehalten war.
Die Anlage hat drei Eingänge, an der Nordseite betritt man einen großen Saal der drei Räume verbindet: Einen Verkaufsraum für Badeutensilien, Speisen und Getränke, ein Versammlungsraum für Clubs und ein literarischer Salon.
Die Gigantomanie geht weiter. Statt einer führen zwei Türen zum apodyterium, das drei Fenster zur Palästra hin hat; alle Böden verfügen über suspensura mit doppelten Wänden, deren Dicke große Gewölbe, Apsiden, Nischen und Wandöffnungen ermöglichte. An der Westseite des angrenzenden tepidarium schließt sich ein modernes laconicum an.
Das caldarium ist überproportional lang, hat statt des labrum zwei große beheizte Badebecken (alvei), die bis zu 28 Badende aufnehmen konnten. Der Raum ist der am besten beheizte und durch viele Lichtquellen am besten beleuchtete Raum der ganzen Anlage.
Jedoch waren die Thermen bis zum Untergang 79 n. Chr. noch lange nicht fertiggestellt. Es stand erst der Rohbau, es gab noch keinen Wasseranschluss, das Schwimmbecken war noch nicht ausgehoben, die Öfen noch nicht gebaut, die Marmorverkleidung war noch nicht angebracht, es stand noch keine einzige Säule im Hof. Jedoch, das, was beim Vulkanausbruch schon fertiggestellt war und somit konserviert wurde, macht einen Eindruck von unglaublicher Größe und bestätigt den Triumph der Vorschriften des Vitruv.

### Vorstadtthermen

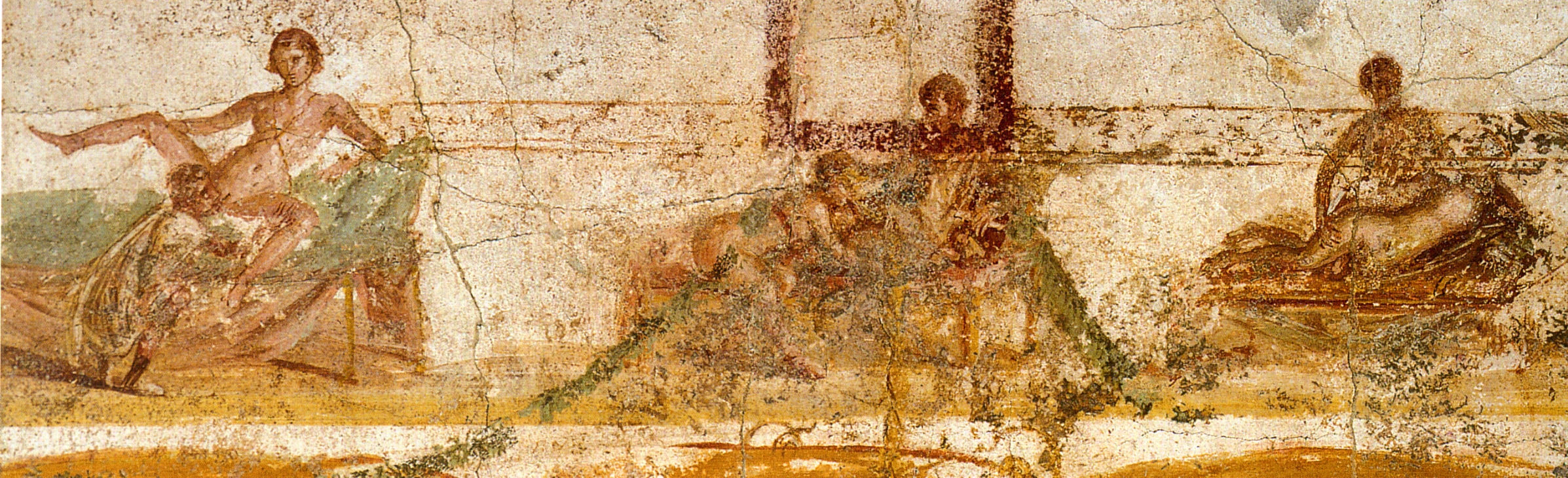
Terme Suburbane

Unmittelbar außerhalb der Stadt am Hafentor im Westen wurde in der frühen Kaiserzeit eine weitere Therme errichtet. Sie waren nach dem damals modernsten Wissen erbaut worden und hatten einige technische Raffinessen zu bieten. Besonders interessant waren große Fenster, die den Blick auf das Meer erlaubten.
Heute sind diese Thermen (auch Suburbane Thermen genannt) vor allem wegen ihrer erotischen Fresken bekannt.
Jedoch ist die lange vertretende Ansicht, deshalb hier eine Forenprostitution vermuten zu können, nicht vertretbar. Vielmehr sind diese im Umkleideraum angebrachten Malereien als Hilfsmittel zum Wiederfinden der eigenen Kleidungsstücke gedacht gewesen und orientierten sich an zeitgenössischer Literatur wie Ovids Ars amatoria.
Leider wurden die Vorstadtthermen durch Raubgräber stark beschädigt. Am Ende des ersten Jahrtausends waren sie sogar bewohnt. Sie wurden schon von Amedeo Maiuri gefunden, wissenschaftlich ausgegraben und rekonstruiert jedoch erst von 1987 bis 1992.

### Weitere Thermen
Die Republikanischen Thermen waren die zweitältesten, noch vorrömischen, aber auch die kleinsten Thermen der Stadt. Sie lagen gegenüber der Samnitischen Palästra. Es ist anzunehmen, dass diese Thermen vor allem von den dortigen Sportlern genutzt wurden. Möglicherweise gehörten die Badeanstalt zunächst sogar zur Sportstätte, da sie zur Zeit ihrer Entstehung eher ungünstig lagen. Außerdem hatten sie keine eigene Palästra.
Die Thermen bestehen aus zwei separaten Trakten. Der größere hatte auch ein Schwitzbad. Hier ist mit an Sicherheit grenzender Wahrscheinlichkeit das Männerbad zu suchen. Spätestens in augusteischer Zeit scheinen diese kleinen Thermen aufgegeben worden zu sein.